# Homalometa nigritarsis
Espèce
Homalometa nigritarsis est une espèce d'araignées aranéomorphes de la famille des Tetragnathidae.

## Distribution
Cette espèce se rencontre aux Petites Antilles, à Cuba, au Panama et au Mexique.

## Description
Le mâle décrit par Levi en 1986 mesure 1,5 mm et la femelle 3,0 mm.

## Publication originale
- Simon, 1898 : On the spiders of the island of St Vincent. III. Proceedings of the Zoological Society of London, vol. 1897, p. 860-890 (texte intégral).